# Folke Ekström
Nils Johan Allan Folke Ekström est un joueur d'échecs suédois né le 12 octobre 1906 à Lund et mort le 25 janvier 2000. Champion de Suède en 1947 et 1948, il reçut le titre de maître international en 1950 et celui de maître international du jeu d'échecs par correspondance en 1971. Il fut avec Gösta Stoltz et Erik  Lundin un des meilleurs joueurs suédois des années 1940 et remporta le championnat d'Europe par correspondance en 1972.

## Carrière
En 1941, Ekstrôm termina deuxième du tournoi de Linköping remporté par Erik Lundin. En 1942, il remporta le tournoi des maîtres du championnat de Suède à Östersund. En 1943, il gagna le tournoi de Stockholm, ex æquo avec Stig Lundholm, devant Gösta Stoltz et Erik Lundin, les meilleurs joueurs suédois (avec Stahlberg).  En 1943-1944, il finit seul premier du tournoi de Stockholm, devant Lundholm et Stoltz. En juin 1944, il disputa un match d'entraînement contre Paul Keres, qui était arrivé en Suède. Kérès remporta le match par quatre victoires et deux nulles. En 1944-1945 et 1946-1947, il remporta à nouveau le tournoi de Stockholm à égalité avec le Finlandais Eero Böök en 1945 et avec Lundin en 1947. Il gagna le championnat de Stockholm en avril 1945 ainsi que l'année suivante (en 1946).
En 1945-1946, Ekström finit deuxième du tournoi de Hastings (tournoi remporté par Xavier Tartakover) avec deux points d'avance sur Max Euwe et Arnold Denker que Ekstrôm battit lors de leur confrontation. En juin 1946, il termina 2e-3e du tournoi international de Zaandam remporté par Euwe devant László Szabó. En juillet 1947, il remporta son premier titre de champion de Suède avec un point d'avance sur Lundin. Il conserva son titre en juillet 1948 à Sundsvall.
Dans les années, il renonça aux déplacements à l'étranger et se consacra à sa famille et au jeu d'échecs par correspondance. Il remporta le championnat de Suède par correspondance en 1941, 1964 et 1971 puis le championnat d'Europe (individuel) par correspondance 1967-1972.

## Matchs internationaux par équipe
En 1938, Ekström fit partie de l'équipe de Scandinavie qui affronta une équipe d'Allemagne à Brême (l'équipe scandinave perdit le match).
En mars 1946, il joua au premier échiquier de l'équipe de Suède qui affrontait l'équipe de Finlande et battit Böök (2 à 0). En novembre 1967, il battit Jens Enevoldsen au premier échiquier du match Suède-Danemark remporté par la Suède. En août 1948, l'équipe de Suède,  avec Ekström au premier échiquier, battit à nouveau la Finlande. En 1957, il représenta la Suède au deuxième échiquier lors du match contre la Norvège à Stockholm.